# 사이공의 네 괴짜들
《사이공의 네 괴짜들》(베트남어: Tứ quái Sàigòn)은 1973년에 개봉한 베트남 공화국의 영화이다. 사이공(현재의 베트남 호찌민시)을 배경으로 한 영화로서 35mm 필름으로 촬영되었다. 영화 내에 등장하는 축구 경기 장면은 홍콩의 영화 감독 주성치가 영감을 얻어 그의 작품 소림축구에서 오마쥬하기도 하였다.

## 같이 보기
- 백설 공주와 일곱 난쟁이 (영화)